# Karl Christian Klein
Karl Christian Klein, ab 1816 von Klein (auch Carl Christian (von) Klein; * 28. Januar 1772 in Stuttgart; † 9. Februar 1825 ebenda), war ein deutscher Arzt. Er war württembergischer Oberwundarzt, Leibchirurg und Hofmedicus.

## Leben
Klein war der Sohn eines württembergischen Leibchirurgen. Er genoss zunächst frühe Bildung in seinem Elternhaus und besuchte anschließend ab 1780 acht Jahre das Stuttgarter Gymnasium, bevor er 1788 auf die Hohe Karlsschule wechselte, an der er direkt in die zweite medizinische Abteilung aufgenommen wurde. Durch seinen Vater privat weiter geschult und dank seiner Assistenzen bei Operationen hatte er ein herausgehobenes Wissen, dass ihm mehrere Preismedaillen einbrachte und 1791 auch den akademischen Verdienstorden. 1791 wurde ihm von den Chirurgis juratis in Stuttgart der chirurgische Lehrbrief verliehen. Er betrieb weitere Studien und wurde mit der Dissertation Specimen Inaugurale Anatomicum Sistens Monstrorum Quorundam Descriptionem zum Dr. med. promoviert.
Klein unternahm nach der Promotion von 1792 bis 1796 umfangreiche Studienreisen. Zunächst ging er an die Universität Würzburg, an der er hauptsächlich bei Adam Elias von Siebold und seinem Sohn Carl von Siebold lernte und Oberwundarzt wurde. Die von Siebolds ermöglichten ihm weitere Studienmöglichkeiten, so bei den Spitälern von Generalstabschirurg Görcke. Schließlich besuchte er die Universitäten von Jena, Halle, Göttingen, Marburg, Gießen und Frankfurt.
1796 kehrte er nach Stuttgart zurück, wo er herzoglich-württembergischer Leibchirurg wurde und den Titel herzoglicher Hofmedicus verliehen bekam. Zudem wurde er im selben Jahr in Stuttgart Stadt- und Amtschirurg. 1806 erhielt er die Stelle eines königlichen Medizinalrates, verbunden mit einem Sitz und einer Stimme im Collegiums des Mecidinal Derpartements des Königreichs Württemberg. 1814 wurde ihm zudem die Oberaufsicht über die russischen Spitäler in der Umgegend von Stuttgart übertragen, die dort infolge der Befreiungskriege für die russischen Truppen der Allianz entstanden waren. Später folgte die Ernennung zum Obermedizinalrat.
Klein genoss über die Landesgrenzen hinweg einen hervorragenden Ruf als Operateur sowie Arzt und machte sich als Gerichtsmediziner einen Namen.

## Ehrungen und Mitgliedschaften
Klein wurde in den persönlichen Adelsstand erhoben und bekam 1816 den russischen Orden des Heiligen Wladimir 4. Klasse verliehen.
Zudem war Klein Mitglied der Physiologischen Gesellschaft zu Jena (1796), der Göttinger Gesellschaft der Freunde der Entbindungskunst (1796), der Göttinger physiologischen Societät (1796), der Mineralogischen Societät zu Jena (1798), der Gesellschaft der helvetischen correspondierenden Aerzte (1798), der Naturforschenden Gesellschaft Schwabens (1802) sowie der Wetterauschen Gesellschaft für die gesamte Naturkunde (1817).

## Publikationen (Auswahl)
- Specimen Inaugurale Anatomicum Sistens Monstrorum Quorundam Descriptionem, Stuttgart 1793.
- Practische Ansichten der bedeutendsten chirurgischen Operationen, auf eigene Erfahrung gegründet, 3 Bände, Hseelbrink, Stuttgart 1816–1819
- Bemerkungen über die bisher angenommenen Folgen des Sturzes der Kinder auf den Boden bey schnellen Geburten, Metzler, Stuttgart 1817.
- Kurze Beschreibung einiger seltenen Wasserkoepfe, Metzler, Stuttgart 1819.

## Einzelnachweis
1. ↑  Andreas Mettenleiter: Das Juliusspital in Würzburg. Band III: Medizingeschichte. Herausgegeben vom Oberpflegeamt der Stiftung Juliusspital Würzburg anlässlich der 425jährigen Wiederkehr der Grundsteinlegung. Stiftung Juliusspital Würzburg, Würzburg 2001, ISBN 3-933964-04-0, S. 607 und 830.

| Personendaten    | Personendaten                                    |
| ---------------- | ------------------------------------------------ |
| NAME             | Klein, Karl Christian                            |
| ALTERNATIVNAMEN  | Klein, Karl Christian von; Klein, Carl Christian |
| KURZBESCHREIBUNG | württembergischer Leibchirurg und Hofmedicus     |
| GEBURTSDATUM     | 28. Januar 1772                                  |
| GEBURTSORT       | Stuttgart                                        |
| STERBEDATUM      | 9. Februar 1825                                  |
| STERBEORT        | Stuttgart                                        |